# شهر بی‌رحم
شهر بی‌رحم (کره‌ای: 무정도시; لاتین‌نویسی اصلاح‌شده: Mujeongdoshi) یک مجموعهٔ تلویزیونی کره جنوبی سال ۲۰۱۳ با بازی جونگ کیونگ هو، نام گیو-ری و لی جه-یون است. این مجموعه از ۲۷ مه تا ۳۰ ژوئیه ۲۰۱۳، دوشنبه و سه‌شنبه‌ها ساعت ۲۳:۰۰ (کی‌اس‌تی) از جی‌تی‌بی‌سی برای ۲۰ قسمت پخش شد.

## بازیگران

### اصلی
- جونگ کیونگ هو در نقش جونگ شی-هیون
- لی جه-یون در نقش جی هیونگ-مین[۳]
- نام گیو-ری در نقش یون سو-مین[۴]